# Уш (остров)
Уш — остров в России в Сахалинской области. Находится на севере Сахалина, в Сахалинском заливе. Рядом с южной оконечностью находится маленький остров. Расстояние до суши 1,5 км. Рядом находятся посёлки Москальво и Скобликово. Длина острова 14 км, ширина 2,6 км. На юге находится залив Байкал.